# Dailymotion
Dailymotion är en fransk videogemenskap, det vill säga en webbplats med videoklipp som laddas upp av dess användare, med tillhörande diskussioner och sociala medier-funktioner. Webbplatsen öppnades i mars 2005. Sedan våren 2014 har Dailymotion stöd för Chromecast.